# Tanyproctus holzschuhi
Tanyproctus holzschuhi är en skalbaggsart som beskrevs av Rudolph Petrovitz 1973. Tanyproctus holzschuhi ingår i släktet Tanyproctus och familjen Melolonthidae. Inga underarter finns listade i Catalogue of Life.